# الرباعي (بعدان)

تعديل مصدري - تعديل

الرباعي هي إحدى قرى عزلة ضابي بمديرية بعدان التابعة لمحافظة إب، بلغ تعداد سكانها 874 نسمة حسب تعداد اليمن لعام 2004.